# 二乙基己基丁酰胺基三嗪酮
二乙基己基丁酰胺基三嗪酮（英語：Iscotrizinol）是一种有机化合物，可用于防晒霜，吸收UVB和部分UVA，吸收波段最高峰为310nm。它是已知较耐光的化学防晒剂之一，25小时内防晒保护能力只下降10%。其商品名称为Uvasorb HEB。